# (1665) Gaby
(1665) Gaby es un asteroide perteneciente al cinturón de asteroides descubierto por Karl Wilhelm Reinmuth el 27 de febrero de 1930 desde el observatorio de Heidelberg-Königstuhl, Alemania.

## Designación y nombre
Gaby fue designado al principio como 1930 DQ.
Más tarde se nombró en honor de la nuera del descubridor.

## Características orbitales
Gaby orbita a una distancia media del Sol de 2,415 ua, pudiendo alejarse hasta 2,914 ua y acercarse hasta 1,915 ua. Su inclinación orbital es 10,83° y la excentricidad 0,2068. Emplea en completar una órbita alrededor del Sol 1370 días.